# 六郷扇状地
座標: 北緯39度25分17秒 東経140度32分40.4秒 / 北緯39.42139度 東経140.544556度

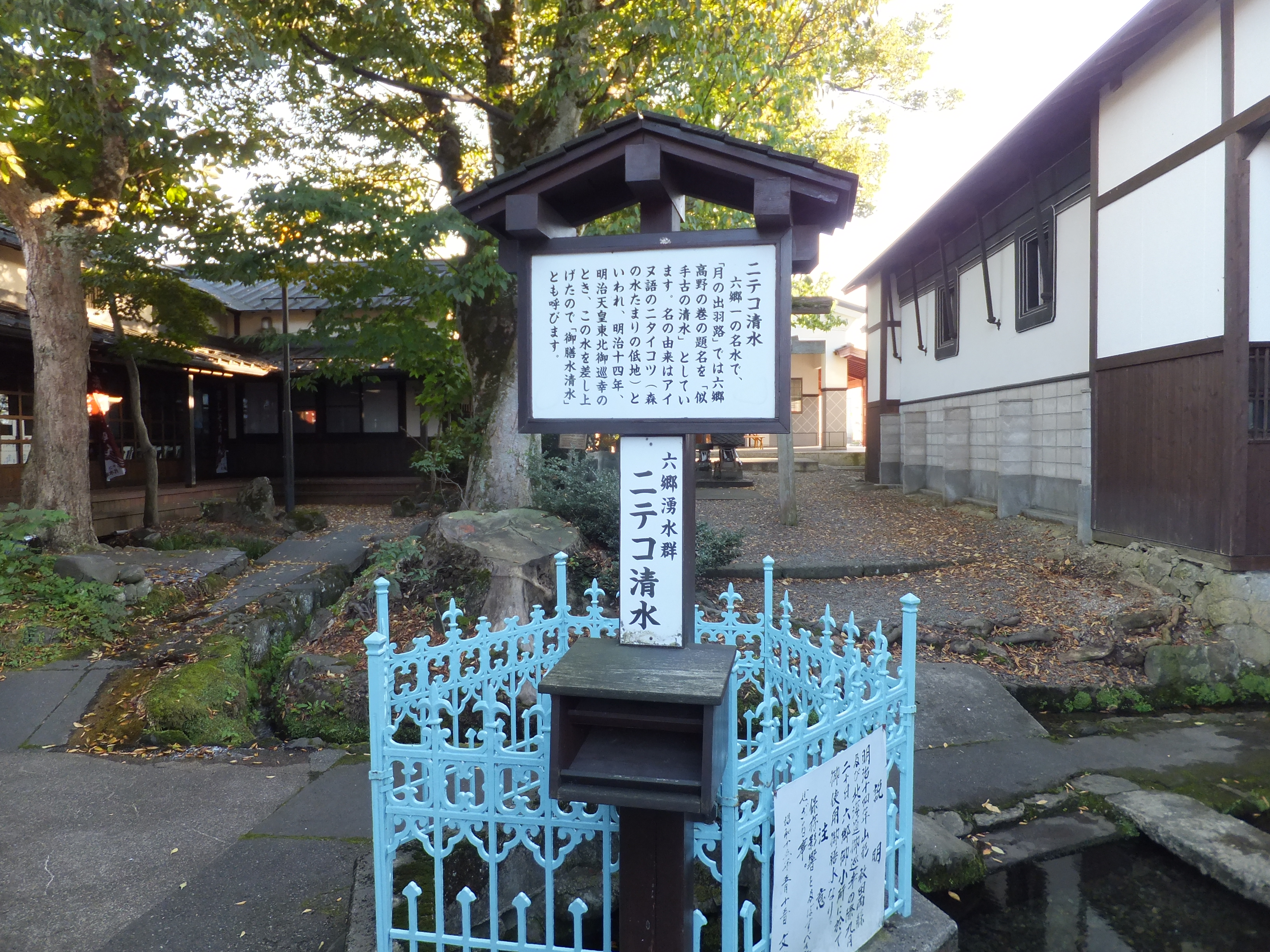
代表的なニテコ清水

六郷扇状地（ろくごうせんじょうち）とは一級河川雄物川水系丸子川によってつくられた秋田県美郷町にある横手盆地の扇状地の一つである。美郷町六郷として水の郷百選に選定された美郷町を形成する。丸子川支流七滝川の源流は七滝水源かん養保安林として水源の森百選に選定されている。

## 概要
奥羽山脈の西にの真昼山地を源流する丸子川支流の「湯田沢川」と「善知鳥川」が合流する地点を扇頂として、旧六郷町を形成する東西4km、南北54kmの円形の扇状地である。
扇状地は、新生代第四紀の更新世末～完新世に形成されたと考えられており、沖積層の下位にある千屋層を基盤として厚さは、扇状地の南端で約50～107mである。
その上部に20～30m砂礫層を主体としシルト・粘土層をから構成されて、浅層部については巨礫が多く確認されている。

## 六郷湧水群
六郷扇状地は日本を代表する地下水脈であり数多くの湧水がある。この湧水は六郷湧水群と呼ばれ1985年（昭和60年）名水百選のひとつに選定された。
また同じく遊歩百選に選ばれている。
湧泉群は旧六郷市街地とその周辺部に井戸、湧水、自噴井戸の大小合わせて約60箇所が存在する。

## ギャラリー
- ニテコ清水
- 御台所清水
- 宝門清水

## 土地利用

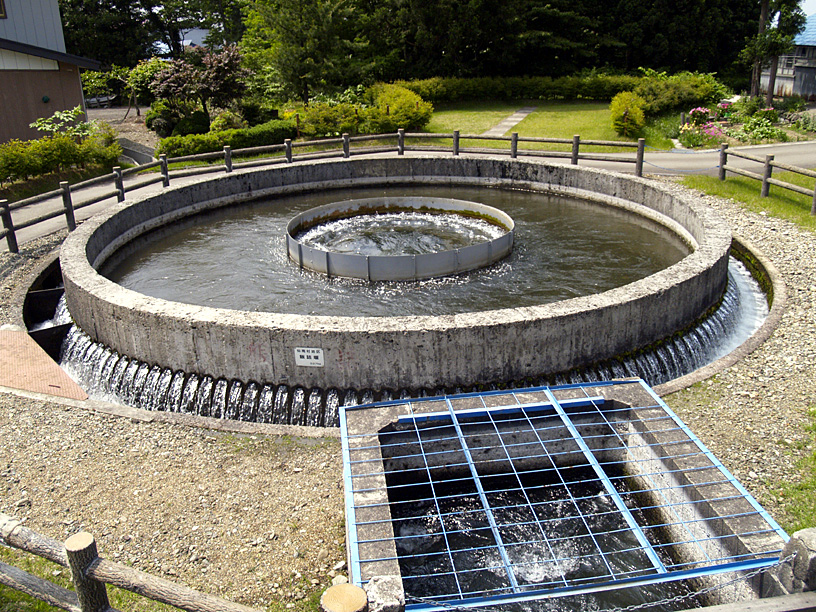
関田円形分水工

美郷町市街を形成するとともに、周囲は水田に利用され「七滝用水」から円形分水工により周辺の田畑に灌漑されている。

## アクセス
- JR奥羽本線・田沢湖線・秋田新幹線大曲駅前の「大曲バスターミナル」と、JR奥羽本線・北上線横手駅前の「横手バスターミナル」とを結ぶ羽後交通の路線バス（横手大曲線）が六郷の市街地を経由する[5]。